# Pardon
pardon – niemieckie czasopismo satyryczne. Ukazywało się po raz pierwszy w latach 1962–1982 (jako miesięcznik); ponownie na rynku od kwietnia 2004. Aktualnie ukazuje się jako dwumiesięcznik, publikowany przez wydawnictwo Rübe Verlag.